# Sous les ponts de New York
Pour les articles homonymes, voir Winterset (homonymie).
Pour plus de détails, voir Fiche technique et Distribution.
Sous les ponts de New York (Winterset) est un film américain en noir et blanc réalisé par Alfred Santell, sorti en 1936. C'est l'adaptation de la pièce Winterset de Maxwell Anderson (1935).

## Synopsis
Un homme est injustement condamné à mort pour un crime qu'il n'a pas commis. Des années plus tard, son fils cherche la vérité pour laver son honneur.

## Fiche technique
- Titre original : Winterset
- Titre français : Sous les ponts de New York
- Réalisation : Alfred Santell
- Scénario : Anthony Veiller, d'après la pièce Winterset de Maxwell Anderson (1935)
- Musique : Nathaniel Shilkret (non crédité)
- Photographie : J. Peverell Marley
- Montage : William Hamilton
- Producteur : Pandro S. Berman
- Société de production et de distribution : RKO Radio Pictures
- Pays de production :  États-Unis
- Langue d'origine : anglais américain
- Format : noir et blanc — 35 mm — 1,37:1 — son : mono (RCA Victor System)
- Genre : policier, film de gangsters, drame
- Durée : 77 min
- Dates de sortie :
  - États-Unis : 17 janvier 1936
  - France : 9 février 1937

## Distribution
- Burgess Meredith (VF : Jacques Cléry) : Mio Romagna
- Margo : Miriamne Esdras
- Eduardo Ciannelli : Trock Estrella
- Maurice Moscovitch : Esdras
- Paul Guilfoyle : Garth Esdras
- Edward Ellis : le juge Gaunt
- Stanley Ridges : Shadow
- Mischa Auer : Radical
- Willard Robertson : policier
- Alec Craig : Hobo
- John Carradine : Bartolomeo Romagna
- Helen Jerome Eddy : Maria Romagna
- Barbara Pepper : une fille
- Paul Fix : Joe
- Myron McCormick : Carr

Acteurs non crédités
- Murray Alper : Louie
- Lucille Ball : une fille
- Alan Curtis : Marin
- Eddie Hart : journaliste au Daily Globe
- Grace Hayle : femme
- Otto Hoffman : homme âgé
- Murray Kinnell : le professeur Dean Liggett
- Arthur Loft : le procureur de district